# Cavendish-Eisfälle
Die Cavendish-Eisfälle sind ein Gletscherbruch des Taylor-Gletschers im ostantarktischen Viktorialand. Sie liegen zwischen den Solitary Rocks und den Cavendish Rocks. 
Die Eisfälle wurden vom kanadischen Polarforscher Charles Seymour Wright (1887–1975), Teilnehmer der Terra-Nova-Expedition (1910–1913), nach dem Cavendish-Laboratorium der University of Cambridge benannt, wo er einen Großteil seiner Forschungsarbeiten durchführte.